# American Prometheus
American Prometheus: The Triumph and Tragedy of J. Robert Oppenheimer é uma biografia de 2005 do físico teórico J. Robert Oppenheimer, líder do Projeto Manhattan, que produziu as primeiras armas nucleares. 
Escrita por Kai Bird e Martin J. Sherwin ao longo de um período de vinte e cinco anos o livro ganhou numerosos prêmios, incluindo o Prêmio Pulitzer de 2006 de Biografia ou Autobiografia.
O livro serviu de inspiração para o filme biográfico de 2023 de Christopher Nolan, Oppenheimer.

## Prêmios
- National Book Critics Circle Award de 2005.[4][5]
- Prêmio Pulitzer de Biografia ou Autobiografia de 2006.[6]
- Duff Cooper Prize de 2008.[7]

## Adaptação para o cinema
O cineasta britânico-americano Christopher Nolan começou a trabalhar em uma cinebiografia de Oppenheimer em 2019, após receber de presente um livro com discursos de Oppenheimer do ator britânico Robert Pattinson, que estrelou o filme Tenet de Nolan. Nolan renovou seu interesse pelo cientista lendo American Prometheus e decidiu basear seu roteiro no livro, focando nas audiências de autorização de segurança de Oppenheimer. Desde 2015 os direitos de adaptação eram de propriedade do produtor J. David Wargo, que concordou em trabalhar ao lado de Nolan.
Nolan se encontrou com Bird, já que Sherwin havia sido diagnosticado com câncer e não podia viajar. Bird leu o roteiro antes das filmagens:
"Nolan aborda de maneira muito habilidosa a discussão entre os físicos sobre se a bomba era necessária ou não, e tem Oppenheimer depois de Hiroshima dizendo que a bomba foi usada contra um inimigo praticamente derrotado", acrescenta Bird. "Pessoas que não sabem nada sobre Oppenheimer pensarão que estão indo ver um filme sobre o pai da bomba atômica". Em vez disso, "eles verão essa figura misteriosa e uma história biográfica profundamente misteriosa."
Com um orçamento de $100 milhões, o filme intitulado Oppenheimer foi lançado em 21 de julho de 2023, com aclamação crítica e sucesso comercial. Escrito e dirigido por Nolan, o filme tem Cillian Murphy no papel de Oppenheimer.
Nolan disse que "não acho que teria assumido esse projeto sem o livro de Kai e Martin", e Murphy disse a Bird durante a produção que o livro é "leitura obrigatória por aqui". De acordo com Nolan ele imaginou Oppenheimer não como uma biografia (uma fórmula na qual você escreve pode ser criativamente sufocante), mas mais como um "thriller, um filme de assalto, um drama de tribunal". Nolan também disse:
O que eu queria fazer era levar o público à mente e à experiência de uma pessoa que estava no centro absoluto da maior mudança na história. Quer gostem ou não, J. Robert Oppenheimer é a pessoa mais importante que já existiu. Ele moldou o mundo em que vivemos, para melhor ou para pior.